# Pycnophallium epeus
Pycnophallium epeus är en fjärilsart som beskrevs av Corbet 1938. Pycnophallium epeus ingår i släktet Pycnophallium och familjen juvelvingar. Inga underarter finns listade.